# هنري شتورم
هنري شتورم هو سياسي كندي، ولد في 1884، وتوفي في 1977.